# Parides hahneli
Parides hahneli је врста лептира из породице једрилаца (лат. Papilionidae).

## Распрострањење
Бразил је једино познато природно станиште врсте.

## Станиште
Врста Parides hahneli има станиште на копну.

## Угроженост
Подаци о распрострањености ове врсте су недовољни.